# 北芸香
北芸香（学名：Haplophyllum dauricum）为芸香科拟芸香属下的一个种。